# Рыжков, Виталий Леонидович
Виталий Леонидович Рыжков (18 [30] июня 1896, село Бурынь, теперь город Сумской области — 12 августа 1977, Москва) — советский биолог, ботаник и вирусолог, педагог. Член-корреспондент АН СССР с 1946 года, лауреат Сталинской премии.

## Биография
- 1922—1930 — коммунистический сельскохозяйственный университет им. Артема в Харькове, организатор кафедры общей биологии.
- 1930—1933 — заведующий кафедрой ботаники Симферопольского педагогического института, теперь Таврический национальный университет им. В. И. Вернадского
- 1933—1937 — заведующий кафедрой общей биологии и генетики Харьковского университета
- 1936—1968 — заведующий отделом вирусологии Института микробиологии АН СССР
- 1945—1958 — Институт вирусологии им. Д. И. Ивановского АМН СССР.

В 1955 году подписал «Письмо трёхсот».
Умер в 1977 году. Похоронен на Николо-Архангельском кладбище.

## Научная деятельность
Основал первую в СССР лабораторию вирусных болезней растений в Симферополе в 1930 году.
Основные направления исследований:
- Вирусы растений, систематика вирусов
- Генетика пола, тератология цветка, пестролистность
- Теоретическая биология, в том числе молекулярные основы памяти.

### Основные труды
- Рыжков В. Л., Мутации и болезни хлорофиллового зерна. — М.—Л., 1933.
- Рыжков В. Л., Генетика пола. — Харьков: Госмедиздат, 1936.
- Рыжков В. Л., Основы учения о вирусных болезнях растений. — М.—Л., 1944.
- Рыжков В. Л., Фитопатогенные вирусы. — М.—Л., 1946.
- Рыжков В. Л., Краткий очерк истории изучения вирусов // «Труды института истории естествознания и техники АН СССР», 1961.
- Рыжков В. Л., Проценко А. Е. Атлас вирусных болезней растений. — М.: «Наука», 1968. — 134 с.
- Рыжков В. Л., Структура жизни. — М., 1972.

## Награды
- Сталинская премия второй степени (1946 год) за научный труд «Основы учения о вирусных болезнях растений» (1944)[2]
- 2 ордена Трудового Красного Знамени (10.06.1945; 1966)
- медали